# Анан Бовоазен
Анан Бовоазен (фр. Asnans-Beauvoisin) насеље је и општина у Француској у региону Франш Конте, у департману Јура која припада префектури Доле.
По подацима из 2011. године у општини је живело 701 становника, а густина насељености је износила 43,17 становника/km². Општина се простире на површини од 16,24 km². Налази се на средњој надморској висини од 180 метара (максималној 220 m, а минималној 183 m).

## Демографија
| 1962. | 1968. | 1975. | 1982. | 1990. | 1999. | 2011. |
| ----- | ----- | ----- | ----- | ----- | ----- | ----- |
| 606   | 613   | 558   | 600   | 581   | 540   | 701   |

График промене броја становника у току последњих година